# Alfia Nazmoutdinova
Alfia Nazmoutdinova (Sverdlovsk, 29 avril 1949 - ) est une gymnaste russe. Elle pratiquait la gymnastique rythmique et sportive.

## Biographie
Elle est la sœur de la gymnaste Lilia Nazmoutdinova.

## Palmarès
Aux Championnats du monde de gymnastique rythmique 1971 à La Havane, elle remporte la médaille d'or au ruban, la médaille d'argent au ballon et la médaille de bronze au concours général individuel ainsi qu'à la corde.